# Blok 53
Blok 53 is een Surinaamse aardgas- en aardolieconcessie op 130 kilometer voor de kust op een diepte rond de 1500 meter. Het blok heeft een omvang van 3509 km².
Staatsolie Maatschappij Suriname hield van februari tot juni 2012 een aanbesteding van blok 52 en dit blok 53, met ook ruimte om hier zelf voor 20% in te investeren. In oktober 2012 sloot Staatsolie een productiedelingscontract met Apache Corporation (APA). Er werden afspraken gemaakt over onder meer de exploratie en de eventuele ontwikkeling en productie. De kosten kwamen voor rekening van APA, tenzij er een commerciële vondst gedaan zou worden. In 2013 werd ook een deelname van 25% met het Spaanse olieconcern Cepsa getekend. Verder werd nog een deelname overeengekomen met het concern Petronas, echter als belanghebbende maar niet als uitvoerend partner.
APA boorde in 2015 de exploratieput Popokai-1 en maart en april 2017 twee exploratieputten in Kolibrie-1 maar deed hier geen vondsten. In juni 2022 werd in Rasper alleen een waterbron aangetroffen.

## Olievondst
In 2022 werd olie gevonden in de exploratiebron Baja-1, als eerste in blok 53. In maart 2024 besloten APA, Petronas en Cepsa om de exploratie in blok 53 te beperken tot Baja-1 en de rest van de exploratierechten terug te geven. Volgens Staatsolie zou er voldoende interesse van andere maatschappijen zijn om hier de exploratie over te nemen.

## Overzicht
Hieronder volgt een overzicht van de vondst in blok 53:
Olie
- Februari 2022: Baja-1[10]

Spelers:
Staatsolie Maatschappij Suriname · Tout Lui Faut-raffinaderij · Energie Autoriteit Suriname · Suriname Energy, Oil & Gas Summit · Suriname Energy Chamber · Caribbean Energy Chamber
Onshore:
Calcutta-olieveld ·
Tambaredjo-olieveld ·
Tambaredjo Noordwest
Offshore:
Blok 52 ·
Blok 53 ·
Blok 58